# THE GREAT 〜エカチェリーナの時々真実の物語〜
『THE GREAT ～エカチェリーナの時々真実の物語～』（The Great）は、製作委託元のHuluが「反歴史的」と説明する、全ロシアの女帝であるエカチェリーナ2世が権力を握るまでの過程をおおよそ元にした2020年のコメディドラマのテレビシリーズである。全10話からなる第1シーズンは、Huluで2020年5月15日に公開された。シリーズの主役はエカチェリーナ2世をエル・ファニング、ロシア皇帝ピョートル3世役をニコラス・ホルトが勤めている。
2020年7月、Huluは第2シーズンの製作を公表した。

## 前提
『THE GREAT』は、エカチェリーナ2世が、宮廷外の家系から、ロシア史上最長の女性統治者になるまでを風刺的に描いたコメディドラマである。このシリーズはエカチェリーナの若い頃のピョートル3世（ピョートル2世と混ぜ合わせて設定）との結婚生活を描いたフィクションで、堕落した危険な夫の殺害計画が中心に描かれている。

## 配役

### メイン
※括弧内は日本語吹替。
- エカチェリーナ2世：エル・ファニング（早見沙織）
- ピョートル3世：ニコラス・ホルト（関智一）
- マリアル：フィービー・フォックス（清水はる香）
- オルロフ伯爵：サッシャ・ダーワン（東明弘）
- ゲオルギーナ・ディモフ：チャリティ・ウェイクフィールド（英語版）（下田屋有依）
- グリゴール・ディモフ：グウィリム・リー（長谷川敦央）
- サムサ大主教（アーチー）：アダム・ゴドリー（佐々木睦）
- ヴァレメントフ将軍：ダグラス・ホッジ（英語版）（辻親八）
- エリザヴェータおばさん：ベリンダ・ブロミロフ（英語版）
- ラスコルニコフ伯爵：リチャード・パイロス（英語版）
- アルカディ：バヨ・グバダモシ（吉田勝哉）
- レオ・ヴォロンスキー：セバスチャン・デ・ソウザ

### サブ
- レディ・アントニア・スヴェンスカ：ダヌシア・サマル
- ウラド：ルイス・ハインズ（英語版）（篠田有香）
- タチアナ：フローレンス・キース＝ローチ
- チェコフ博士：ジェイミー・デメトリウ（英語版）
- タタール・ニック：クリストフ・テック
- イヴァン6世：チャーリー・プライス
- スモリヌイ伯爵：アリステア・グリーン
- アレクセイ・ロストフ：アブラハム・ポプーラ
- ゴーリキー伯爵：ジェームス・スミス（英語版）
- トルステン：スチュワート・スキュダモア
- 衛兵：フィル・ウェブスター
- 従僕頭：アダム・ダーリントン
- ヴォルテール：ダスティン・デムリ＝バーンズ（英語版）
- ベラノワ伯爵夫人：クリスチャンヌ・オリヴェリア

## エピソード
| 通算 話数 | タイトル                                                                                    | 監督                 | 脚本                                                                        | 公開日        |
| --- | ------------------------------------------------------------------------------------------- | -------------------- | --------------------------------------------------------------------------- | ------------- |
| 1 | "「ザ・グレイト」／The Great"                                                               | マット・シャックマン | トニー・マクナマラ                                                          | 2020年5月15日 |
| 18世紀、若くナイーヴなエカチェリーナは、ロシア皇帝ピョートル2世と結婚する。しかし、ピョートルの不真面目で残忍な性格や、結婚が後継を作るためだったことを知り、エカチェリーナの野心や楽観主義は打ち砕かれてします。エカチェリーナは、メイドのマリアルを思いがけない友人として得る。ロシアでは女性に教育が施されていないことを知ったエカチェリーナは、ピョートルの許可を得て資金を確保し、学校を設立することに成功する。しかし、学校が女子のためのものだと知ったピョートルは、すぐに学校を燃やしてしまう。舞踏会でエカチェリーナに贈られた熊をピョートルが撃ってしまうと、エカチェリーナは皆の前でピョートルを平手打ちする。ピョートルは彼女を幽閉して殴り、警告する。囚人にすぎなくなったエカチェリーナは、マリアルの助けを借りて城からの脱出を決意するが、ピョートルに見つかり失敗する。落ち込んだエカチェリーナは手首を切ろうとするが、マリアルが皇帝の後継者がいない場合、最終的に皇位は皇后に譲られるというロシアのルールを教えてくれる。喜んだエカテリーナはナイフを捨てる。 |                                                                                             |                      |                                                                             |               |
| 2 | "「ひげの自由」／A Fake Beard"                                                              | コリン・バクシー     | トニー・マクナマラ                                                          | 2020年5月15日 |
| エカチェリーナとマリアルはピョートルの殺害方法を考えていたが、マリアルはピョートルの側近であるオルロフを誘惑して利用することを提案する。しかし、オルロフを誘惑することに失敗したエカチェリーナは、計画をオルロフにストレートにぶちまける。ピョートルがエカチェリーナに謝罪しても、エカチェリーナはそれを受け入れいない。一方、オルロフは、ロストフ伯爵が勅令で髭を剃られることに反発し、市民の自由意志を維持しようと努力する。エカチェリーナは宮廷の女性たちから軽蔑されており、エカチェリーナが服従しないこともあってピョートルは激怒し、馬車の事故で彼女を殺そうと決心する。アーチーはエカチェリーナに警告し、エカチェリーナはピョートルに愛想を振りまき、従順なふりをして、ピョートルの決断を変えさせる。また、エカチェリーナはピョートルの母親が彼に辛く当たっていたことを知る。エカチェリーナはオルロフに国のために協力するように迫るが、オルロフは断っても自信を持っている。堕落したピョートルがオルロフにロストフの髭を剃るように迫ったことから、オルロフはエカチェリーナと手を組むことに同意する。 |                                                                                             |                      |                                                                             |               |
| 3 | "「そして陛下、あなたはピョートル大帝ではありません」／And You Sir, Are No Peter the Great" | バート&バーティー    | トニー・マクナマラ                                                          | 2020年5月15日 |
| エカチェリーナとオルロフは、ピョートルがエカチェリーナの「愛人」としてレオ・ヴォロンスキーを連れてきた時に新時代に向けたマニュフェストを用意していたが、エカチェリーナは「愛人」と言う考えに難色を示す。オルロフはレオがピョートルのスパイではないかと疑うが、エカチェリーナはそれを信じようとしない。エカチェリーナはレオに、実際には完遂しないで、素敵な夜を過ごしたふりをしてほしいと頼む。翌日、エカチェリーナはレオとの夜の営みが素晴らしかったことをピョートルに伝え、レオを手放すことができると言うが、ピョートルはレオを、関係を長く保てなかったことからレオを殴る。オルロフとマリアルは、ピョートルの異母弟であるイワンを利用してピョートルに対抗することをエカチェリーナに提案する。エカチェリーナは、城の秘密の部屋に隠されているエリザヴェータおばさんの助けを借りて、イワンの居場所を突き止めることに成功する。一方、ピョートルは戦略を立てる能力に欠けているため、仲間から辱めを受けている。エカチェリーナはマリアルを傷つけた報復として、婦人のお茶の席でスヴェンスカ婦人を困らせ、婦人たちの反感を買う。ピョートルが父親の素晴らしさを演説した際、将校に馬鹿にされて感情的になる。エカチェリーナに励まされて本音を出したピョートルは、逆に将校を刺してしまう。喜んだピョートルは、エカチェリーナに自分の好きな恋人を作ることを許すが、レオに興味を持ったエカチェリーナは、レオにピョートルが彼を手放したのではなく、自分の恋人として受け入れたと嘘をつく。その結果、彼女は彼と情熱的な関係を築くことになる。 |                                                                                             |                      |                                                                             |               |
| 4 | "「モスクワのラバ(モスコー・ミュール)」／Moscow Mule"                                       | バート&バーティー    | テス・モリス                                                                | 2020年5月15日 |
| エカチェリーナとレオは愛を追い求めていた。ロシア正教の指導者であるイワン・イリイチ総主教が亡くなり、ピョートルは翌日までに新しい総主教を選ばなければならないというニュースが流れる。エカチェリーナ、マリアル、オルロフの3人は、タルシンクス主教を新たな教会の指導者に任命することを目指し、新時代の計画を進めていく。エカチェリーナは、スヴェンスカ夫人が始めた馬との関係の噂を知らされ、政治的な目的で償わせようとする。総主教選びの最中、一人の主教がピョートルと絶縁し、死んでしまう。一方、エカチェリーナはファベルジュの卵を贈って他の婦人たちの賞賛を得ようと画策する。スヴェンスカ夫人はエカチェリーナを他の夫人たちとのお茶会に招待し、彼女を押したり、蹴ったり、侮辱したりする。ピョートルはアーチーに、新しい主教を決めるために神のお告げを受けるように指示する。彼はマジックマッシュルームを摂取し、幻覚を見ているところにエカチェリーナが偶然出くわす。彼は彼女を天使だと信じ、彼女は彼が正当な主教であることを告げる。アーチーの新しい称号を祝うパーティで、エカチェリーナとマリアルは、マリアル自身とエリザベートおばさんの助言に従って、他の女性たちへの教訓として平手打ちを行う。 |                                                                                             |                      |                                                                             |               |
| 5 | "「戦争と嘔吐」／War and Vomit"                                                             | ベン・チェセル       | ジェームス・ウッド                                                          | 2020年5月15日 |
| 6 | "「落下傘」／Parachute"                                                                     | ベン・チェセル       | トニー・マクナマラ                                                          | 2020年5月15日 |
| ピョートルは、死を目の当たりにして、自分を高めようと思う。エリザベートはピョートルに跡継ぎを作るように勧め、ピョートルはエカチェリーナを探すようになる。二人は親密になり、レオとの関係は悪化していく。エカチェリーナは、ピョートルが自分に興味を持つようになったことを利用して、ロシアに芸術と科学をもたらすことを勧める。ウラドはピョートルにパラシュートについて教える。アーチーはピョートルが芸術や科学を追求することを思いとどまらせ、エカチェリーナを脅し、エカチェリーナはそれに報復する。オルロフは森の中で迷子になり、兵士に出会う。アーチーはピョートルの部屋にカラスを置いて怖がらせ、ピョートルを怒らせる。エカチェリーナはピョートルにマリアルを宮廷女官に復帰させるように頼むが、ピョートルはマリアルの降格理由を明かして断る。エカチェリーナは、ロシアを良くするための計画を変更する。ピョートルは犬にパラシュートを使用する。エカテリーナはこの科学の成果を祝い、未来への希望を抱く。 |                                                                                             |                      |                                                                             |               |
| 7 | "「希望に呪いの天然痘」／A Pox on Hope"                                                     | コリン・バクシー     | トニー・マクナマラおよびグレーテル・ヴェラ                                  | 2020年5月15日 |
| 8 | "「別荘でミートボールを」／Meatballs at the Dacha"                                          | コリン・バクシー     | 脚本 : トニー・マクナマラ 原案 : アメリア・ローパーおよびトニー・マクナマラ | 2020年5月15日 |
| 9 | "「愛は痛い」／Love Hurts"                                                                  | ギータ・パテル       | トニー・マクナマラ                                                          | 2020年5月15日 |
| 10 | "「ビーバーの鼻」／The Beaver's Nose"                                                       | ギータ・パテル       | トニー・マクナマラ                                                          | 2020年5月15日 |

## 製作

### 開発
このシリーズは、2008年にシドニー・シアター・カンパニーが上演した、トニー・マクナマラのエカチェリーナ2世を題材にした戯曲をベースにしている。マクナマラはこの作品の映画化も手がけているが、「この作品は演劇と映画になっているが、映画にするには膨大な物語であることにいつも苦労していた。何年も何年も続く物語として伝えたかった」と述べている。このシリーズは、初期には6シーズンを想定しており、シリーズが進むに連れてエカチェリーナ妃の人生における、歴史上の重要な人物が登場する予定だった。
2018年8月24日、Huluがエカチェリーナ2世を題材にしたミニシリーズのパイロット版を間もなく発注することが発表された。このシリーズは、トニー・マクナマラが脚本を担当するとともに、エル・ファニングおよびマリアン・マクゴワンと並んで製作総指揮も務める。パイロット版に関わる製作会社はメディア・ライツ・キャピタル、エコー・レイク・エンターテイメントおよびトゥルーライン・エンターテイメントである。2018年11月20日、マット・シャクマンがパイロット版を監督していることが報じられた。2019年2月11日、テレビ批評家協会の年次冬季プレスツアーにおいて、Huluがシリーズ製作のオーダーを出したことが発表された。

### キャスティング
最初のパイロット版の発表と並行して、エル・ファニングとニコラス・ホルトがそれぞれ主役のエカチェリーナ2世とその夫のピョートル2世役につくことが確認された。2018年11月、フィービー・フォックス、サッシャ・ダーワン、チャリティ・ウェイクフィールド、グウィリム・リーがパイロット版のキャストに加わったことが発表された。2020年1月、セバスチャン・デ・ソウザ、アダム・ゴドリーおよびダグラス・ホッジがキャストに加わった。2021年5月14日、ジリアン・アンダーソンがエカチェリーナの母親、ヨハンナ役でゲスト出演した。

### 撮影
パイロット版の主要撮影は、2018年11月までにイングランドのヨークで開始され、その他の撮影地としてはレスターシャー、リンカンシャーおよびケントのヒーヴァーなどがある。主な撮影地はハートフォードシャーのハットフィールド・ハウス、レスターシャーのべルヴォワール・キャッスルおよびイタリアのカゼルタ宮殿である。ヒーヴァー城の湖上にあるロッジアは露典和平会議の撮影場所としても使われた。ケントのセブノークス近くにあるセント・クレア・エステートの畑が、第5話および第7話の戦闘シーンの舞台として使用された。第2シーズンの撮影は、2020年11月4日に開始れた。

## 公開
合衆国では2020年5月15日にシリーズが初放送された。オーストラリアでは、5月16日にStanによって全話が公開された。イギリスではチャンネル4およびStarzPlayによって放送された。StarzPlayはアイルランド、ドイツ、フランス、イタリア、スペイン、ベネルクス、ラテンアメリカおよびブラジルでもこのシリーズを配信している。ロシアではMore.tvが、ニュージーランドではSkyが放送し、カナダではAmazon Prime Videoが配信した。
日本では、2021年2月より海外ドラマ専門チャンネル『スーパー!ドラマTV』にて日本語吹替版が放送され、エカチェリーナ役を早見沙織、ピヨートル役を関智一が演じている。

## 歴史的な正確さ
Huluは『THE GREAT』を「反歴史的」と表現し、シリーズのタイトルシーケンス（および邦題では）「時々真実の物語」であると宣言している。ロサンゼルス・タイムズの評論家、ロバート・ロイドは「マクナマラは名前や関係性、いくつかの歴史的な箇条書きを書き留め、紙を破ってから執筆を開始した。そして観客もまた、ロシアやここで表現されている実在の人物について、なにか役に立つ真実を知ることを気にかけることなく、出されたものに身を委ねなければならない」と述べている。

## 評価

### 評論家の反応
Rotten Tomatoesは、83件の評論家のレビューをもとに、第１シーズンの支持率が88%、平均評論家評価を7.51/10としている。同ウェブサイトの評論家の意見では「『THE GREAT』はその名に恥じるものではないが、エル・ファニングとニコラス・ホルトの好演と邪悪なユーモアのおかげでかなり良い作品に仕上がっている」と描かれている。Metacriticでは、30件のレビューをもとにした加重平均スコアが100点満点中75点となっており、「おおむね好意的な評価」を示している。

### 受賞とノミネート
| 年   | 賞                                       | カテゴリー                                                                | 候補者 | 結果       | 備考   |
| ---- | ---------------------------------------- | ------------------------------------------------------------------------- | --- | ---------- | ------ |
| 2020 | プライムタイム・エミー賞                 | コメディ・シリーズ部門監督賞                                              | マット・シャクマン（『THE GREAT』で） | ノミネート | [ 30 ] |
| 2020 | プライムタイム・エミー賞                 | コメディ・シリーズ部門脚本賞                                              | トニー・マクナマラ（『THE GREAT』で） | ノミネート | [ 30 ] |
| 2020 | テレビ評論家協会賞                       | 新番組賞                                                                  | 『THE GREAT』 | ノミネート | [ 31 ] |
| 2020 | テレビ評論家協会賞                       | コメディ部門個人業績賞                                                    | エル・ファニング | ノミネート | [ 31 ] |
| 2021 | 全米撮影監督協会賞                       | テレビ用映画、ミニシリーズ、パイロット版における撮影での優れた業績        | アネット・ハエルミク（『THE GREAT』で） | ノミネート | [ 32 ] |
| 2021 | オーストラリア映画テレビ芸術アカデミー賞 | 最優秀コメディ・シリーズ                                                  | 『THE GREAT』 | ノミネート | [ 33 ] |
| 2021 | イギリス学士院テレビクラフト賞           | 最優秀メークアップおよびヘアデザイン                                      | ルイーズ・コールズ、サラ・ナス、ロレイン・グリンおよびエリン・アヤニアン | ノミネート | [ 34 ] |
| 2021 | 全米キャスティング協会                   | コメディのテレビ番組パイロット版および第1シーズン                         | ローう・ウィックスティード | 受賞       | [ 35 ] |
| 2021 | 評論家選出テレビジョン賞                 | コメディ・シリーズの最優秀俳優                                            | ニコラス・ホルト | ノミネート | [ 36 ] |
| 2021 | ゴールデングローブ賞                     | ゴールデングローブ賞 テレビドラマ部門 作品賞 (ミュージカル・コメディ部門) | 『THE GREAT』 | ノミネート | [ 37 ] |
| 2021 | ゴールデングローブ賞                     | ゴールデングローブ賞 テレビドラマ部門 男優賞 (ミュージカル・コメディ部門) | ニコラス・ホルト | ノミネート | [ 37 ] |
| 2021 | ゴールデングローブ賞                     | ゴールデングローブ賞 テレビドラマ部門 女優賞 (ミュージカル・コメディ部門) | エル・ファニング | ノミネート | [ 37 ] |
| 2021 | ゴッサム・インディペンデント映画賞       | 画期的なシリーズ（長い形式）                                              | トニー・マクナマラ、マリアン・マクゴワン、マーク・ウィンメーカー、エル・ファニング、ブリタニー・カーハン・ウォード、ダグ・マンコフ、アンドリュー・スポウルディング、ジョッシュ・ケッセルマン、ロン・ウェストおよびマット・シャックマン                                                                       | ノミネート | [ 38 ] |
| 2021 | インディペンデント・スピリット賞         | 新規脚本シリーズにおける最優秀女性演技賞                                  | エル・ファニング | ノミネート | [ 39 ] |
| 2021 | MTVムービー・アワード                    | 最優秀悪役                                                                | ニコラス・ホルト | ノミネート | [ 40 ] |
| 2021 | サテライト賞                             | ミュージカル／コメディ・シリーズ部門最優秀男優賞                          | ニコラス・ホルト | ノミネート | [ 41 ] |
| 2021 | サテライト賞                             | ミュージカル／コメディ・シリーズ部門最優秀女優賞                          | エル・ファニング | 受賞       | [ 41 ] |
| 2021 | 全米映画俳優組合賞                       | アンサンブル賞 (コメディシリーズ)                                         | ベリンダ・ブロミロフ、セバスチャン・デ・ソウザ, サッシャ・ダーワン、エル・ファニング、フィービー・フォックス、バヨ・グバダモシ、アダム・ゴドリー、ダグラス・ホッジ、ニコラス・ホルト、ルイス・ハインズ、フローレンス・キース＝ローチ、グウィリム・リー、ダヌシア・サマルおよびチャリティ・ウェイクフィールド | ノミネート | [ 42 ] |
| 2021 | 全米映画俳優組合賞                       | 男優賞 (コメディシリーズ)                                                 | ニコラス・ホルト | ノミネート | [ 42 ] |
| 2021 | 全米脚本家組合賞                         | コメディシリーズ賞                                                        | ヴァネッサ・アレクサンダー、トニー・マクナマラ、テス・モリス、アメリア・ローパー、グレーテル・ヴェラおよびジェームス・ウッド | ノミネート | [ 43 ] |
| 2021 | 全米脚本家組合賞                         | 新シリーズ                                                                | ヴァネッサ・アレクサンダー、トニー・マクナマラ、テス・モリス、アメリア・ローパー、グレーテル・ヴェラおよびジェームス・ウッド | ノミネート | [ 43 ] |
| 2021 | 全米脚本家組合賞                         | 各話コメディ                                                              | トニー・マクナマラ（『THE GREAT』） | 受賞       | [ 43 ] |